# Jerry Tuwai

b Matchs officiels uniquement.
Dernière mise à jour le 15 août 2021.
Seremaia Tuwai Vunisa dit Jerry Tuwai, né le 23 mars 1989 aux Fidji, est un joueur de rugby à sept fidjien. Il évolue au poste d'ailier au sein de l'équipe des Fidji de rugby à sept qui dispute les World Rugby Sevens Series. Avec cette sélection, il devient champion olympique lors des Jeux olympiques 2016 de Rio de Janeiro, puis lors des Jeux olympiques 2020 de Tokyo.

## Biographie
Jerry Tuwai est né à Suva, et vit dans la banlieue défavorisée de Newtown où son père est fermier et sa mère femme de ménage,. Il grandit dans la pauvreté, et doit arrêter l'école rapidement pour travailler,.
Il se met sérieusement à la pratique du rugby lors de son adolescence avec le club de Newtown, et participe à plusieurs tournois nationaux de rugby à sept,.
Repéré par son talent par le sélectionneur Ben Ryan, il rejoint l'équipe des Fidji à sept en 2014. Il fait ses débuts en octobre 2014, lors du tournoi de Gold Coast en Australie. 
Il devient rapidement un cadre de cette sélection, voire un joueur majeur de ce sport, par sa grande vitesse et la qualité de ses appuis,. Il est également retenu dans l'équipe sélectionnée pour disputer les Jeux olympiques 2016, à l'issue desquels l'équipe de rugby à sept des Fidji ramène la première médaille d'or de l'histoire de l'archipel en battant en finale la Grande-Bretagne avec un essai de Jerry Tuwai.
Le 7 juillet 2021, il est nommé porte-drapeau de la délégation fidjienne aux Jeux olympiques d'été de 2020 par l'Association des sports et comité national olympique des Fidji, conjointement avec la joueuse de rugby à sept Rusila Nagasau, il est cependant remplacé par le nageur Taichi Vakasama pour la cérémonie d'ouverture. Capitaine de sa sélection, il remporte pour la deuxième fois d'affilée la médaille d'or, après avoir battu l'équipe de Nouvelle-Zélande en finale.

## Palmarès

### Avec l'équipe de rugby à sept des Fidji
- Champion olympique en 2016 et 2021
- Vainqueur des World Rugby Sevens Series en 2015, 2016 et 2019.
- Vainqueur de la Coupe du monde de rugby à sept 2022
- Médaille d'argent aux Jeux olympiques d'été en 2024.

### Récompenses individuelles
- HSBC Player of the Final (USA rugby sevens) (2015)
- HSBC Player of the Final (Dubai rugby sevens) (2015)[13]
- Meilleur joueur du monde de rugby à sept World Rugby en 2019
- Prix World Rugby du meilleur joueur de rugby à sept de la décennie 2010-2020[14]

## Statistiques
| Saison    | Statistiques | Statistiques | Statistiques | Classement final | Tournois disputés | Vainqueur du tournoi | 2e place | 3e place |
| Saison    | M            | Ess          | Pts          | Classement final | Tournois disputés | Vainqueur du tournoi | 2e place | 3e place |
| --------- | ------------ | ------------ | ------------ | ---------------- | ----------------- | -------------------- | -------- | -------- |
| 2014-2015 | 42           | 20           | 102          | 1er              | 9/9               | 4                    | 0        | 3        |
| 2015-2016 | 53           | 23           | 105          | 1er              | 9/10              | 3                    | 2        | 2        |
| 2016-2017 | 56           | 27           | 135          | 3e               | 10/10             | 1                    | 4        | 1        |
| 2017-2018 | 59           | 26           | 132          | 2e               | 10/10             | 5                    | 0        | 1        |
| 2018-2019 | 53           | 25           | 125          | 1er              | 10/10             | 5                    | 1        | 1        |
| 2019-2020 | 29           | 14           | 70           | 3e               | 6/6               | 1                    | 1        | 0        |
| Total     | 291          | 134          | 674          | -                | 54                | 19                   | 8        | 8        |